# 일곱가지 유혹 (1967년 영화)
《일곱가지 유혹》(Bedazzled)은 영국에서 제작된 스탠리 도넌 감독의 1967년 코미디, 판타지 DeLuxe Color 영화이다. 피터 쿡 등이 주연으로 출연하였고 파나비전 포맷으로 스탠리 도넌이 제작에 참여하였다. 1960년대 스윙잉 런던을 배경으로 하며, 파우스트 전설을 코믹하게 재구성하였다.

## 출연

### 주연
- 피터 쿡
- 더들리 무어

### 조연
- 엘레너 브론
- 라켈 웰치
- 엘바
- 로버트 러셀

## 사운드트랙
쿡과 무어는 일곱가지 유혹의 사운드트랙을 작곡했으며 Dudley Moore Trio가 연주를 맡았다.